# Рарія темнохвоста
Рарія темнохвоста (Micrastur mintoni) — вид хижих птахів родини соколових (Falconidae).

## Поширення
Вид поширений у Бразилії та на північному сході Болівії на півдні Амазонської низовини. У 2012 році диз'юнктна популяція цього виду виявлена в атлантичному лісі на південному сході Бразилії. Мешкає у лісах з високими деревами та густим підліском. Він також часто трапляється у сезонно затопленому лісі з бамбуковим підліском.

## Опис
Це невеликий сокіл з верхніми частинами тіла сірого кольору, та нижніми білими частинами з тонкими чорними горизонтальними смугами. Хвіст має одну білу лінію на хвості на додаток до білої облямівки.